# او-۴ (کریگس‌مارینه)
او-۴ (به آلمانی: U 4) یک او-بوت نوع ۲آ کریگس‌مارینه در دوره رایش سوم بود.